# Lover 's' mile
Lover 's' mile è un album in studio della cantante giapponese LiSA, pubblicato il 22 febbraio 2012.

## Tracce
1. Yasashisa ni Tadoritsuku Made (優しさに辿りつくまで) – 4:22
2. Oath sign – 4:10
3. Now and future – 4:20
4. Egoistic Shooter – 3:04
5. Wild Candy – 3:55
6. Hana to Mitsubachi (花とミツバチ) – 4:58
7. Rock-mode – 4:16
8. Waratte Hoshikute (笑ってほしくて) – 3:55
9. Unfill (アンフィル) – 4:01
10. Jet Rocket (ジェットロケット) – 4:53
11. Lover 's' mile – 4:16
12. Owari no Nai Uta (終わりのない歌) – 9:33
13. Oath sign（Acoustic Ver.） – 5:26